# Angelo Branduardi

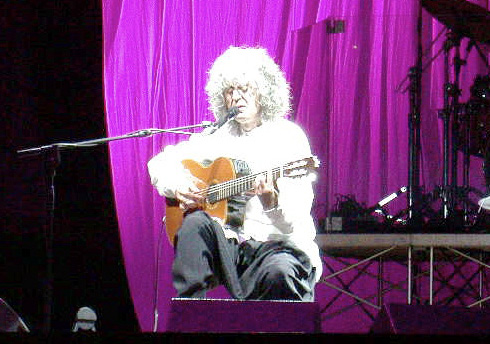
Angelo Branduardi, 2005 la Napoli

Angelo Branduardi (n. 12 februarie 1950, Cuggiono, Lombardia, Italia) este un compozitor și interpret de muzică pop din Italia.

## Biografie
Branduardi s-a născut la Cuggiono, un orășel din provincia Milano, dar familia sa s-a mutat la Genova când Angelo era încă mic copil. A studiat vioara la un liceu de muzică din localitate. La vârsta de 18 ani a compus muzică pentru Confessioni di un malandrino (Confesiunile unui huligan) de Serghei Esenin.
Este căsătorit cu Luisa Zappa, care a scris multe din versurile melodiilor sale. Au două fiice, Sarah și Maddalena, ambele muziciene.
Cântecul său La raccolta (1979) este inspirat dintr-o melodie românească foarte cunoscută din Ardeal intitulată M-am suit în dealul Clujului lansată în anul 1963 de cântăreața Ana Pop-Corondan.

## Discografie selectivă
- Angelo Branduardi (1974)
- La luna (1975 - ediția franceză: Confession d'un malandrin, 1981)
- Alla fiera dell'est (1976, Premiul Criticilor Muzicali din Italia- ediția franceză: A la foire de l'est - ediția engleză: Highdown Fair, 1978)
- La pulce d'acqua (1977 - ediția engleză: Fables and fantasies, 1980), include un single în engleză Merry We Will Be [5]
- Cogli la prima mela (1979 - ediția franceză: Le demoiselle)
- Gulliver, la luna e altri disegni (1980)
- Branduardi '81 (1981)
- Cercando l'oro (1983 - ediția franceză: Tout l'or du monde)
- State buoni se potete (1983, muzică de film)
- Branduardi canta Yeats (1986)
- Pane e rose (1988 - ediția franceză: Du pain et des roses)
- Il ladro (1990)
- Musiche da film (1992)
- Si può fare (1992 - ediția franceză: Ça se fait)
- Domenica e lunedì (1994 - ediția franceză: La menace, 1995)
- Camminando camminando (1996, înregistrări din concerte)
- Futuro antico I (1996)
- Il dito e la luna (1998, versuri de Giorgio Faletti)
- Studio Collection (Branduardi) (1998, collection)
- Futuro antico II (1999)
- L'infinitamente piccolo (2000)
- Futuro antico III (2002)
- Altro ed altrove (2003)
- The Platinum Collection (2005, collection)
- Futuro antico IV (2007)
- Senza Spina (2009)